# Tele-Club
Tele-Club (Теле-Клуб) — музыкальный клуб в городе Екатеринбург. Генеральный директор Кумыш Олег Игоревич. Исполнительный директор с 2018 года Романова Дарина Владимировна.
Работает с сентября 2007 года. В клубе проходят живые концерты российских и зарубежных исполнителей, музыкальные фестивали и другие специальные проекты.
с 2023 года запущена стационарная летняя площадка на 5000 зрителей.

## О клубе
Tele-Club — крупнейшая современная концертная площадка на Урале. Вместимость основной (до сентября 2010 года) площадки клуба — около 2 000 человек.
Клуб находится по адресу: улица Карьерная, дом № 16, город Екатеринбург, Россия и представляет собой промышленный ангар, переоборудованный в концертный зал со стационарной сценой, звуковым, световым и телевизионным оборудованием, танцевальным партером, сидячими местами для публики, выделенными VIP-зонами, несколькими барами, гардеробом и туалетом. Высокий уровень технического оснащения и продуманного подхода к организации звука в клубе неоднократно отмечался в интервью и отзывах многих артистов, выступавших в Tele-Club'е.
Во время большинства выступлений проводится профессиональная телесъемка и звукозапись концертов для дальнейшего показа на ТВ, выпуска на DVD и публикации в интернете. Возможность делать телесъемку концертов и участие в менеджменте и работе заведения сотрудников телекомпании Эра-ТВ (MTV-Екатеринбург) и дало ему такое название.
За время своего существования Tele-Club превратился в одну из ведущих в России концертных площадок для альтернативной, электронной, инди, рок-музыки, а также музыки других современных и актуальных направлений.
В клубе проходили фестивали Stereoleto 2008 и Tuborg GreenFest.
В сентябре 2010 года концертом самого известного DJ планеты — Tiesto ознаменовалось открытие новой (дополнительной) концертной площадки клуба, вместимостью до 5 000 человек.
Одной из важных особенностей Tele-Club'а можно отметить возможность местным начинающим музыкальным коллективам выступать на «разогреве» у звезд мирового уровня.

## Выступавшие артисты и музыкальные коллективы

### Иностранные
Nightwish, Three Days Grace, Gerard Way, FrnkIero AndThe Cellabration, Hollywood Undead, Saint Asonia, Klaxons, The Rasmus, Children of Bodom, The Used, Стив Вай, Skillet, Sepultura, Sunrise Avenue, Garbage, Two Door Cinema Club, Tarja Turunen, Sum 41, Guano Apes, Tiesto, Armin van Buuren, Hurts, One Republic, Ferry Corsten, Gareth Emery, Tricky, UNKLE, Dark Tranquillity, Enter Shikari, 65daysofstatic, Gary Moore, Gabin, Омар Альфредо Родригес-Лопес, Gogol Bordello, Bloodhound Gang, Destruction, In Flames, Kreator, Samael, Tilo Wolff, Therapy?, GZA, Raekwon, The Wailers, Hooverphonic, Soulfly, Celldweller, Chicane, Andy Fletcher (Depeche Mode), Diorama, Infected Mushroom, Crystal Method, De Phazz, Above&Beyond, Goldie, Yoav, Patrick Wolf, Markus Schulz, Yann Tiersen, Poets Of The Fall, Sonic Syndicate, God Is An Astronaut, Recoil, HAIL!, Tito&Tarantula, Onyx, The Horrors, Anathema, Combichrist, Tanzwut, Caliban, Bring Me The Horizon, LTJ Bukem & MC Conrad, Fabio, Black Sun Empire, Peter Hook Ill Nino, Red Snapper, Zeromancer, De/Vision, Brazzaville, The Skatalites, X-Press 2, Luciana, Norma Jean, Dub Fx, Papa Roach, Xzibit, Raekwon, Lindsey Stirling, Oomph!, Amon Amarth, Epica, Paradise Lost, Therion, Within Temptation и другие.

### Россия и ближнее зарубежье
Oxxxymiron, ЛСП, 25/17, Скриптонит, Женя Мильковский, Звери, Гражданская Оборона, Bobina, Moonbeam, Brainstorm, Аркона, Земфира, Ленинград, Рубль, Lumen, Сплин, Би-2, Океан Ельзи, Найк Борзов, Дельфин, Каста, Текиладжаз, Ляпис Трубецкой, Инна Желанная, Маша и Медведи, Телевизор, Технология, Психея, СЛОТ, Animal ДжаZ, Центр, Мара, МКПН, Иван Дорн, Noize MC, Ассаи и другие.

#### Коллективы Екатеринбурга
Чайф, Смысловые Галлюцинации, Сансара, Курара, Два раза Шакур, Do-Up, Alai Oli, Dos Buratinos, 4Mal, Mind Domination [Psy PG + A.D. Live Guitar], SkaЧай, КОНЦЫ, In Bloom, Pine Divine, Heroes Die For Tragedy, 7 Dot Dice, Stemfade, и другие.

## Интересные факты
- На открытии клуба выступала группа Bloodhound Gang (Интервью группы агентству Новый Регион — Екатеринбург).
- Последний концерт Hooverphonic с вокалисткой Гейке Арнарт состоялся в Екатеринбурге в Tele-Club 13 декабря 2008 года. (Афиша, Видеозапись песни Stranger с этого концерта).
- Группа Animal ДжаZ выпустила в 2009 году DVD «Можно всё: Live in Teleclub».
- Певица Инна Желанная в декабре 2010 года выпустила DVD «Live in Tele-club» с записью концерта, состоявшегося 28 марта 2010 года.
- Последний концерт группы Гражданская Оборона прошёл 9 февраля 2008 года в Tele-Club.
- DVD-запись концерта с альбома Hocico "Кровь на Красной Площади" была снята в Tele-Club.